# セルディンガー法
- セルジンガー法

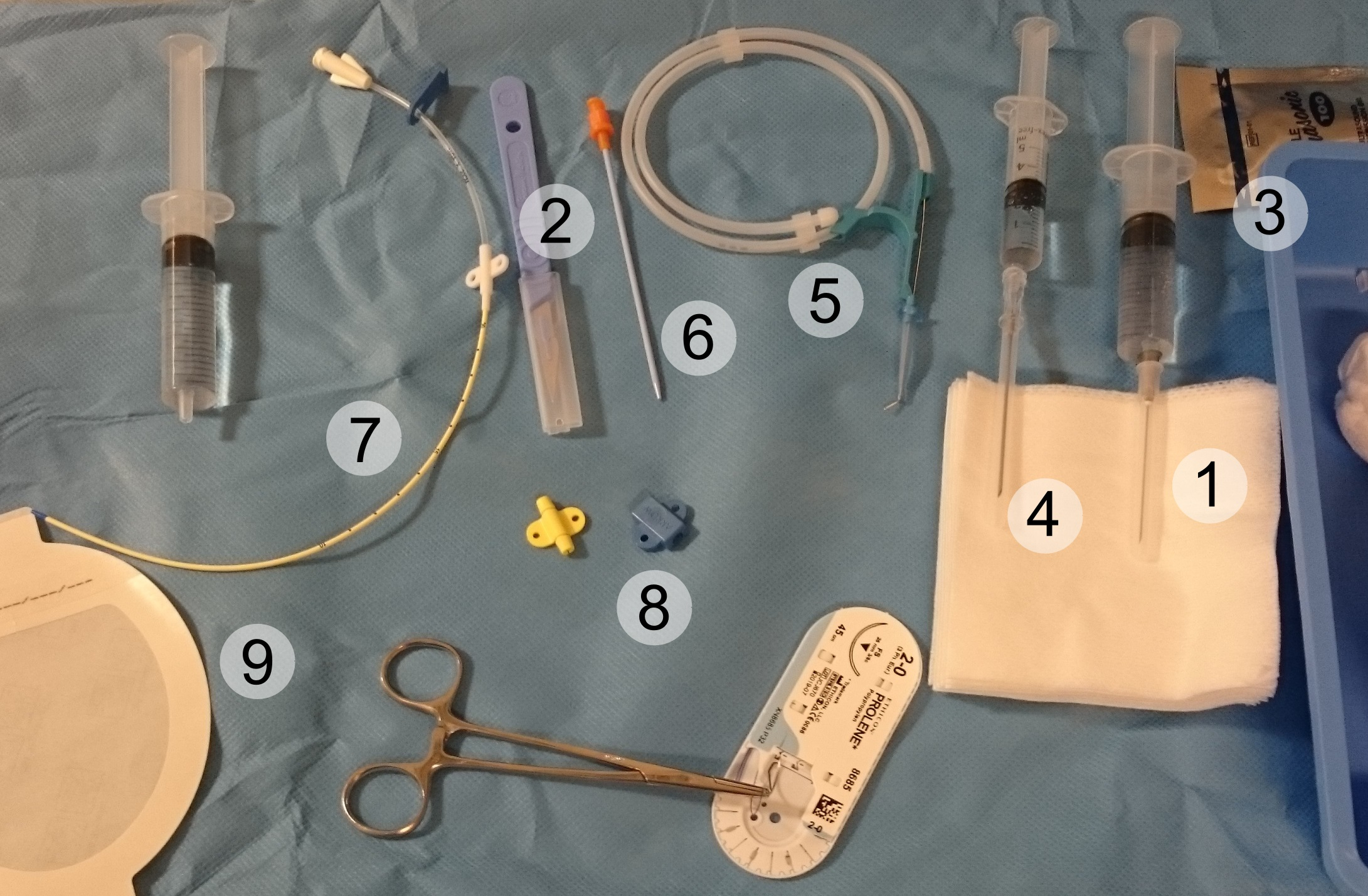
セルディンガー法による中心静脈カテーテルの穿刺セット。➀局所麻酔薬を充填した注射器と注射針　➁メス　➂超音波診断装置のプローベ先端に塗布する滅菌済ゼリー　➃ヘパリン加生理食塩水を充填した注射器に接続された留置針　⑤ガイドワイヤー　⑥ダイレーター　⑦カテーテル　⑧カテーテルの皮膚への固定具(糸で縫合固定する)　⑨創傷被覆材

セルディンガー法 (セルディンガーほう, Seldinger_technique) は、セルディンガー・ワイヤー法とも呼ばれ、血管などの中空臓器内に安全に到達するための医療技術である。
1953年にこの技術を導入したスウェーデンの放射線科医、スヴェン・イヴァー・セルディンガー（1921-1998）にちなんで名づけられた。セルディンガー法以前は、カテーテルを留置するには、血管ないしは管腔臓器を穿刺した針の中からカテーテルを入れていたために、留置できるカテーテルのサイズが針のサイズを超えることは不可能であった。これに対してセルディンガー法はガイドワイヤーの外側に沿わせてカテーテルを留置するために、初回穿刺の針よりも大径のカテーテルを留置することが容易になったのである。なお、本法を血管などの前壁・後壁共に貫通する手技として紹介している文献が多くあるが、セルディンガーによる最初の報告から後壁貫通は記載されていない。

## 適応
セルディンガー法は、血管造影、胸腔ドレーンや中心静脈カテーテルの挿入、プッシュ法による経皮的胃瘻(PEG)チューブの挿入、心臓ペースメーカーや植込み型除細動器のリード線挿入、その他多くの介入的医療処置に用いられる。

## 合併症
最初の穿刺は鋭利な器具で行われるため、出血や臓器の穿孔を引き起こす可能性がある。また、感染を引き起こす可能性もあるため、セルディンガー法は無菌手技で行う。
ガイドワイヤーが腔内や血管内に落ち込むことは、重大だが通常は予防可能な合併症である。

## 手技詳細
必要であれば超音波ガイドを使用し、鋭利な中空針で目的の血管または管腔臓器を穿刺する。次に、先端が丸いガイドワイヤーを針の内腔に通し、針を引き抜く。
ダイレーター
ガイドワイヤーに沿わせて血管内に留置するカテーテル類は柔らかいものが多いため、単独でガイドワイヤー周囲の組織を押しのけて血管内にまで到達させることは難しい。そこで先端が鈍の硬質プラスチック製の短いカテーテルをあらかじめガイドワイヤーに沿わせて、血管にまで到達させ、次に入れるカテーテルの通り道を、皮下組織を拡張させて血管内腔まで確保する。このカテーテルをダイレーター(拡張器、dilator)と呼ぶ。
カテーテル
ダイレーター抜去後に、カテーテルやチューブをガイドワイヤーに沿わせて血管、もしくは管腔臓器内に留置する。太めのカテーテルはシース(鞘、sheath)と呼ばれ、ダイレーターと共に留置されることもある。また、胸腔ドレーンや腎瘻のように、ドレナージチューブをガイドワイヤーに通して使用することもある。シースやチューブを通した後、ガイドワイヤーを引き抜く。シースの場合はダイレーターとガイドワイヤーを同時に引き抜く。
血管形成術などの臓器内腔処置を行うために、セルディンガー法で留置されたイントロデューサーシースの中を通して、他のカテーテルやその他のデバイスを用いることができる。イントロデューサーシースとは、他のカテーテル類のガイドとなる、太く短いカテーテルである。カテーテルの位置を確認し、目的の位置まで操作するために、透視が用いられることがある。臓器を可視化するために、X線造影剤が注入されることもある。カテーテル熱凝固、血管形成術、塞栓術、生検などの介入手技が行われる場合もある。

目的の手技が完了したら、シースを抜去する。ある種の環境では、手技によってできた穴を塞ぐために専用の密閉器材が用いられることがある。

[第1段階]目標とする静脈内に針を穿刺する。
[第2段階]針が血管内に入ったら、外筒と内筒の両方で逆血(静脈血の逆流)を確認し、先端の柔らかい長いワイヤーを内筒に通して血管内に挿入する。
[第3段階]ガイドワイヤーを残して、初回穿刺の針は抜去する。
[第4段階]ダイレーターをワイヤーに通し、血管内に前進させ、カテーテル用の通路を作る。
[第5段階]ダイレーターを抜き、カテーテルをワイヤーに通して血管内に前進させる。この時、ワイヤーの端(図の矢印)がカテーテルの後ろから出てきているのを確認し、保持することで、ワイヤーの血管内への逸失を防ぐ。カテーテルが入ったらワイヤーを抜き、カテーテルの逆血を確認する。
[第6段階]カテーテルを固定する。

針、ガイドワイヤー、ダイレーター、シースを一体化して挿入するセルディンガー変法も報告されている

## 歴史
セルディンガー法が開発される以前は、器具を通すための管腔を作るために鋭いトロッカーが用いられていたが、合併症の発生率が高かった。しかし、セルディンガー法の登場により、血管造影は比較的リスクの少ない手技となり、画像下治療という分野が開花した。
セルディンガーの研究を基に、チャールズ・ドッターとアンドレアス・グリューンツィヒが血管形成術を開発した。